# تاریخچه خودرو الکتریکی

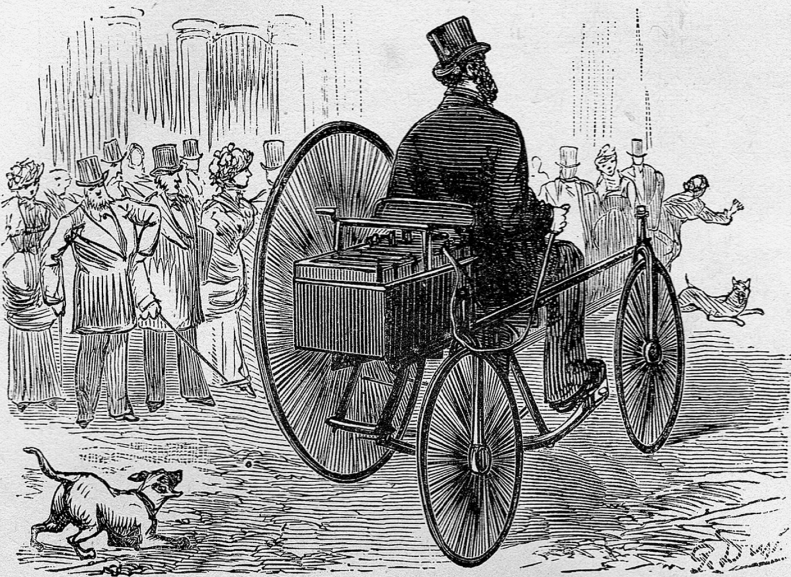
سه‌چرخهٔ گوستاو ترووه (۱۸۸۱) نخستین خودرو کاربردی برقی با قابلیت حمل انسان

تاریخچه خودرو الکتریکی (انگلیسی: History of the electric vehicle) مروری بر پیشینهٔ پیدایش وسایل نقلیهٔ الکتریکی است که نزدیک به ۲ سده از آغاز آن می‌گذرد. این وسایل برای نخستین بار در سال‌هایِ میانیِ سدهٔ ۱۹ ظاهر شدند. تا حدود سال ۱۹۰۰ رکورد سرعت زمینی خودرو را وسیلهٔ نقلیهٔ الکتریکی داشت. سیبراندوس استراتینگ در گرونینگن هلند اولین خودروی الکتریکی را در سال ۱۸۳۵ ساختهرچند که نخستین وسیلهٔ نقلیهٔ الکتریکی با قابلیت کاربردی تا پیش از دسترسی به باتری‌های اسید- سرب میسر نبود.
در سدهٔ بیستم، هزینهٔ بالا، سرعت کم و برد کوتاه وسایل نقلیهٔ الکتریکی با باتری، در مقایسه با وسایل نقلیه با موتور احتراق داخلی، منجر به کاهش جهانی در استفاده از آنها به عنوان خودروهای موتوری شخصی شد. اگرچه وسایل نقلیه الکتریکی همچنان در قالب تجهیزات بارگیری و باربری و حمل و نقل عمومی - به ویژه وسایل نقلیهٔ ریلی - مورد استفاده قرار می‌گرفته‌اند.
در آغاز سدهٔ بیست و یکم، علاقه به وسایل نقلیه الکتریکی و سایر سوخت‌های جایگزین در وسایل نقلیه موتوری شخصی به دلیل نگرانی‌های فزاینده در مورد مشکلات مرتبط با استفاده از وسایل نقلیه با سوخت هیدروکربنی؛ آسیب به آب‌وهوا ناشی از انتشار آنها، و پایدار نبودن زیرساخت‌های فعلی حمل و نقل متکی بر هیدروکربن، و نیز پیشرفت در فناوری خودروهای الکتریکی، افزایش یافته‌است.
از سال ۲۰۱۰، فروش ترکیبی خودروهای تمام الکتریکی و وانت‌های کاربردی به ۱ میلیون دستگاه رسید که در سپتامبر ۲۰۱۶ در سراسر جهان تحویل شده‌بود. این رقم در پایان سال ۲۰۱۹ به ۴٫۸ میلیون خودروی الکتریکی در حال استفاده رسید،
و فروش تجمعی پلاگین‌های سبک در خودروهای الکتریکی تا پایان سال ۲۰۲۰ به ۱۰ میلیون واحد رسید. , از اوت ۲۰۲۰، تسلا مدل ۳ کاملاً الکتریکی با حدود ۶۴۵۰۰۰ دستگاه، پرفروش‌ترین خودروی سواری برقی پلاگین در تمام دوران در جهان است.

## گام‌های نخست

### خودروهای مدل الکتریکی
طرح هایی از موتورهای الکتریکی توسط اشخاص حقیقی همچون بنجامین فرانکلین منجر به ایده هایی برای خودروهای الکتریکی گردید. اختراع اولین خودروی الکتریکی نمونه به افراد مختلفی نسبت داده شده است. در سال 1828 کشیش و فیزیکدان مجارستانی آنیوش یدلیک یک نمونه اولیه از موتور الکتریکی اختراع کرد و یک خودروی نمونه کوچک توان یافته یا موتورش را ساخت. مابین سال های 1832 و 1839، مخترع اسکاتلندی رابرت اندرسون نیز یک گاری الکتریکی ساخت. در سال 1835، پروفسور  سیبراندوس استراتینگ از خرونینگن هلند و دستیارش کریستوفر بکر از آلمان نیز یک خودروی الکتریکی کوچک توان یافته از باتری های ابتدایی غیر قابل شارژ ساختند.